# Bad Waldsee
Bad Waldsee è una città tedesca situata nel land del Baden-Württemberg.